# Frank Jorge
Frank Jorge, nome artístico de Jorge Otávio Pinto Pouey de Oliveira (Porto Alegre, 20 de setembro de 1966), é um multi-instrumentista, cantor, compositor, escritor e professor brasileiro.
Lançou onze discos, cinco na carreira solo e seis com as bandas que participou, e três livros. É conhecido na cena porto-alegrense como Frank. Tem três filhos: Rafael, Érico e Glória.

## Biografia

### Formação
Frank Jorge nasceu em Porto Alegre, sendo o caçula de uma família de seis filhos. Seu pai era médico, natural de Uruguaiana e faleceu quando ele ainda era pequeno, em 1968. Sua mãe, por sua vez, é natural de Porto Alegre, e eles se conheceram quando seu pai foi estudar medicina na capital. Sua família era muito ligada à música e à leitura, e havia uma convivência harmoniosa entre os irmãos. Segundo Frank, sua "mãe, mesmo não tendo feito curso superior, tinha uma formação bacana, sólida, cultural, de gostar muito de ler, de música, MPB, tango". Seu pai, quando vivo, viajou muito com sua mãe "pela Argentina, Uruguai em congressos de medicina. De lá trazia discos tanto de tango como dos Beatles, que estavam saindo nos anos 1960".
Os primeiros contatos de Frank com a música aconteceram com um violão e um berimbau de um parente. Depois, morando no bairro Mont' Serrat, decidiu fazer aulas de violão depois de ver um amigo de suas irmãs tocando. Chegou a comprar um piano, com uma herança deixada pelos avós paternos. Começou a ter duas aulas semanais com um guitarrista local apelidado de Foguinho. Suas aulas eram principalmente de Bossa Nova e MPB. "Esse período vai de 1981 até 1986, uma época adolescente, confusa e deslocada do mundo, como qualquer adolescente, em qualquer época. E eu estava ali tocando violão, terminando o ensino fundamental, depois o ensino médio, mas completamente sem saber o que faria da vida. Tinha uma margem de grande prazer e identificação com música, com literatura, mas não me enxergava como um artista".

### Década de 1980
Em 1983, o artista entra para a banda de dois colegas do colégio, chamada Prisão de Ventre. Seus colegas eram Tchê Gomes e Bayard Duarte. Além deles, ainda participavam da banda os irmãos Alexandre e Marcelo Birck, que eram seus vizinhos na rua Tomaz Flores, no bairro Bom Fim. Sua estreia nos palcos com a banda aconteceu em 1984, no bar B-52, que ficava na Avenida Independência. Em 1985, Frank serviu ao Exército, e logo em seguida começou uma fase mais intensa e profissional, que definiria sua carreira musical. Em 1986, entra para a banda Os Cascavelletes convidado por seu amigo de infância Alexandre Barea, e passa no vestibular para Letras na PUCRS, curso escolhido devido a sua paixão por literatura. Sobre a banda, ele comentou: "eu não tinha noção de que entrar naquela banda estava sendo uma profissionalização e foi o que aconteceu. Com 20 anos de idade, tocar numa banda, num cenário histórico, num contexto brasileiro e riograndense, que estava repleto de bandas novas, foi algo marcante. O Cascavelletes tinha uma linguagem muito própria, e daí estreou no bar Ocidente em 1986 e, em seguida, estava fazendo abertura de shows do Capital Inicial, em Porto Alegre". Foi na banda que surgiu o pseudônimo: já conhecido como Frank, no Prisão de Ventre foi chamado de Frank Malone. Depois, trocou pelo Jorge, para remeter a artistas com nome composto como Fred Jorge, Roberto Carlos e Reginaldo Rossi.
Frank seguiu na banda até 1989, tendo gravado uma demo e um álbum oficial, Os Cascavelletes (1988). O disco continha uma música composta em parceria com Flávio Basso, "Menstruada". Frank saiu d'Os Cascavelletes para dedicar-se ao seu projeto paralelo Graforréia Xilarmônica. Fundada em 1987 pelos irmãos Birck, Frank entrou posteriormente e participou da gravação da primeira fita demo, intitulada Com Amor, Muito Carinho (1988). Reza a lenda que o nome da banda surgiu de palavras aleatoriamente escolhidas no dicionário por seus integrantes.

### Década de 1990

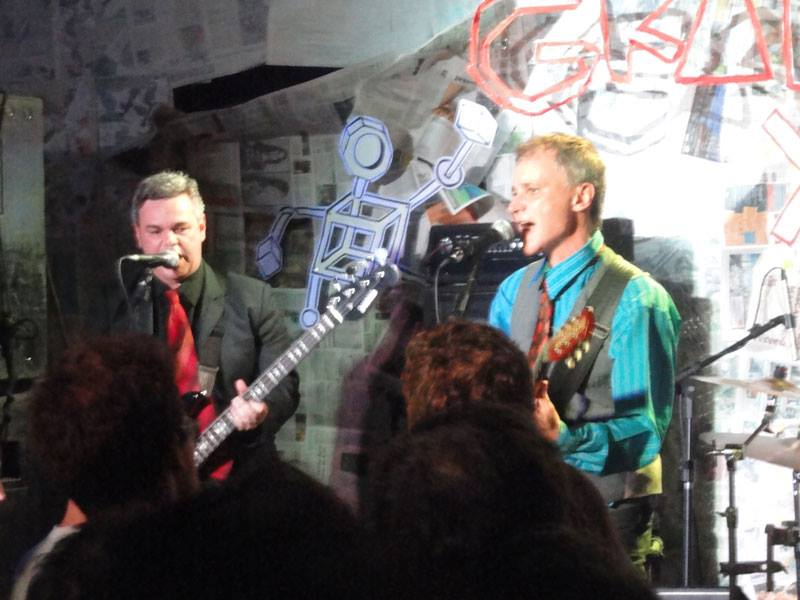
Frank Jorge e Marcelo Birck.

A década de 1990 marca uma fase muito produtiva culturalmente. Em 1991 nasceu seu primeiro filho, e no ano seguinte o músico finaliza a graduação. Frank segue dando aulas de violão e contrabaixo, e atuando em bandas paralelas, como Black Master e Júlio Reny Guitar Band. Em 1995, a Graforréia lança seu primeiro álbum, Coisa de Louco II, que atinge reconhecimento nacional após a estreia do videoclipe de "Você foi Embora" na MTV. O reconhecimento foi tão grande que a banda mineira Pato Fu regravou "Nunca Dica" em seu álbum Televisão de Cachorro (1998).
Em 1997, Frank iniciaria outro projeto musical com um parceiro de longa data: Júlio Reny. Juntos, além de Márcio Petracco, formam os Cowboys Espirituais e lançam o disco homônimo em 1998. O álbum continha a canção "Jovem Cowboy", que virou videoclipe e recebeu o prêmio Revelação da América Latina do canal de TV country CMT. Frank ficou pouco tempo na banda, mas continuou contribuindo em trabalhos futuros. A Graforréia também lançaria outro disco em 1998, Chapinhas de Ouro, antes de encerrar as atividades no bar Ocidente no ano 2000. Além de composições próprias, duas de Leandro Blessmann — conhecido como Benga, um antigo parceiro musical da banda —, eles ainda regravaram "Pensando Nela" dos Golden Boys, uma versão de "Bus Stop" do The Hollies. A banda Pato Fu fez uma nova releitura de uma faixa desse disco, "Eu", que foi inclusive premiada no VMB de 2001.
No final da década de 1990, Frank é convidado para escrever crônicas diárias para o programa Ouvinte Eletrônico da rádio Ipanema FM. Ademais, escrevia esporadicamente para a Não, um movimento cultural porto-alegrense iniciado no final dos 70. Devido às suas incursões em crônicas, e a paixão pela literatura e formação em Letras, Frank foi convidado a participar do projeto semanal Sarau Elétrico como apresentador. O projeto foi criado em julho de 1999, após uma entrevista de Katia Suman com o escritor e professor Luís Augusto Fischer para a rádio Ipanema FM. Conforme o músico, "com o Sarau, tive que gerar uma produção textual para ler. Isso porque além de ler outros escritores, tinha um momento em que eu lia alguma coisa minha, inédita. Isso foi gerando material, acabei lançando quatro livros, mas não era um projeto literário, era uma literatura possível que estava ao meu alcance fazer, que era um texto meio despretensioso, às vezes um conto, um poema".

### Década de 2000
Segundo o artista, "é na década de 2000 que vou dar um 'pique' maior nessa perspectiva [a literatura], porque nasce meu segundo filho em 1999. Então, é nos anos 2000, que encaro de uma maneira pragmática a necessidade de seguir sendo músico. Sempre fui uma pessoa de não trabalhar só com um nicho do mercado musical, 'só com shows em bares'. Eu dialogava já com a Câmara Riograndense do Livro, com as secretarias de cultura, tentava ter uma rede muito ampla de relações, de laços fortes e fracos, que ia gerando uma perspectiva de trabalho e de ganhos, uma continuidade. Todo problema de um artista é a continuidade: tu desenvolves um disco, um trabalho e tem que divulgar bem, distribuir bem, fazer shows e tu tens que estar sempre pensando no próximo passo. [...] Comecei a lançar discos solo, só como Frank Jorge".
Baseado, no material escrito para o Sarau Elétrico e demais experiências vividas, Frank lança quatro livros: Realidades e Chantillys Diversos (Artes e Ofícios, 2000), Crocâncias Inéditas (2001), Vida de Verdade (2002), ambos pela editora Sagra-Lusato, e Sem Aparente Significado Especial, que saiu em 2004 pela editora AMEOP. Musicalmente, sua carreira solo deslanchou. Lançou dois álbuns, Carteira Nacional de Apaixonado (2000), pelo selo Barulhinho, e Vida de Verdade (2003), pela YB Music. Uma de suas músicas, "Homem de Neanderthal", foi regravada no disco Entre Seus Rins (2002) da banda paulista Ira!. Participou, também, do tributo ao músico Nei Lisboa, Baladas do Bom Fim (lançado em 2002 pela Orbeat), com uma releitura da canção "Fábula". Além disso, sua experiência com o Sarau Elétrico resultou em um convite para trabalhar na TVE RS, entre 2001 e 2003, como diretor e apresentador do Programa Radar. Fez um curso de radialismo no SENAC-RS, e assim trabalhou em um programa de rádio na FM Cultura. Em seguida, teve uma passagem na Secretaria Municipal da Cultura de Porto Alegre, como diretor da Usina do Gasômetro. Em 2004, nasce seu terceiro e último filho (a única menina).
Convidado por Fabrício Carpinejar — que fora seu colega no Sarau Elétrico por uma época e tornou-se seu amigo —, ele começou a trabalhar na Secretaria Municipal de Cultura de São Leopoldo em 2005. No ano seguinte, Carpinejar serviu novamente de elo para um novo passo importante na vida do músico. Frank fez "um rascunho singelo do que poderia ser um curso de música diferente dos cursos tradicionais de música erudita, de licenciatura, composição e regência". Pensou em um "curso diferente, agregando saberes na área do Direito, de software de áudio, da história da música popular". Desta forma foi criado o curso de Formação de Produtores e Músicos de Rock da Unisinos. A primeira turma iniciou no primeiro semestre de 2007. Porém, "depois do trabalho árduo, o curso de rock surgiu com grande alvoroço, principalmente pela Folha de S.Paulo, que fez a comparação com o filme Escola de Rock. O empenho foi grande para mostrar que o curso era sério, mas Frank Jorge conta que hoje pode ver o ótimo resultado deste esforço nos corredores da Universidade.
Com relação à sua carreira musical na segunda metade da década de 2000, Frank, ao lado de dois grandes nomes do rock gaúcho — Flu e Wander Wildner, além de Rafael Heck, baterista da Tequila Baby —, foram convidados para tocar entre as bandas de abertura do show do Pixies, no Curitiba Pop Festival de 2004. No ano seguinte a Graforréia se reúne para o lançamento de um novo CD ao vivo. O disco é patrocinado pelo Senhor F, com produção de Kassin e Berna Ceppas, e intitulado Graforréia Xilarmônica ao Vivo (2006). Em outubro de 2007, por sua vez, a banda toca na primeira edição do festival Morrostock. O ano de 2008 marca o lançamento de seu terceiro disco solo, Volume 3, pela Monstro Discos, gravado no estúdio Tambor (Rio de Janeiro). Finalmente, a década encerra-se com chave-de-ouro, com Frank abrindo o show da banda americana The B-52s, mesmo nome do bar onde ele se apresentou pela primeira vez, em 1984.

### Década de 2010

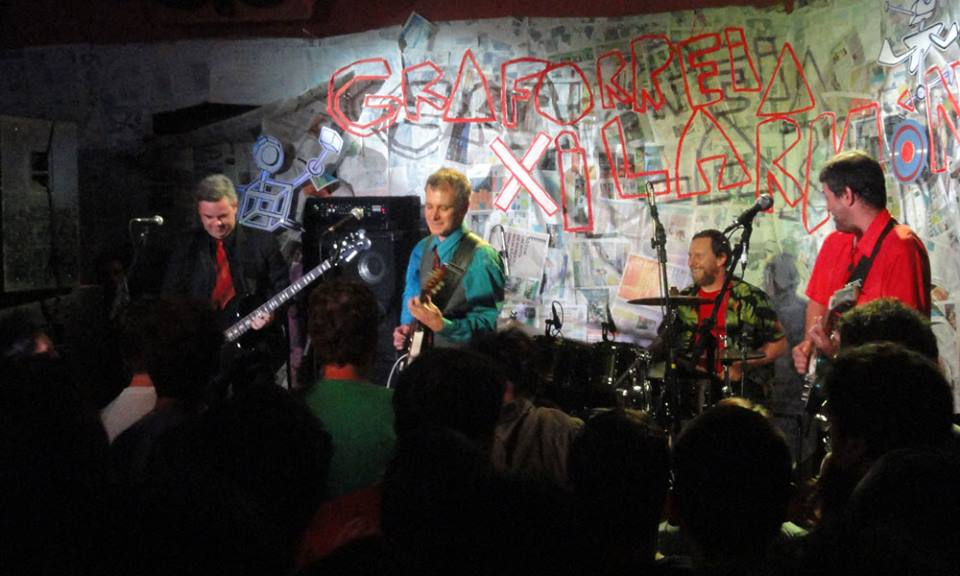
A Graforréia em 2013

Em dezembro de 2010 vai ao ar um encontro de gerações do rock gaúcho, denominado de Compacto, que reuniu Frank Jorge e a banda Superguidis e contou com o patrocínio da Petrobras.
Em 2011, Frank inicia o Mestrado em Comunicação na Unisinos. Em junho, recebe um convite da Ipanema FM para produzir e apresentar o programa Crocâncias diversas, que durou até 2012. Segundo ele, "crocância" é uma expressão que gosta muito de utilizar: "Independentemente dos desafios e dos (dis)sabores, a gente não pode perder uma certa alegria, um humor, uma visão mais crocante das coisas. Muito mais do que cumprir com assiduidade, com profissionalismo. Sim, isso tudo é importante, mas tem que enxergar a graça das coisas".
Ainda em 2011, a Graforréia Xilarmônica se reúne com a formação mais clássica (Frank Jorge, Marcelo Birck, Carlo Pianta e Alexandre Birck) para tocar no festival Morrostock - Frank e Pianta não são membros originais. A banda segue em turnê por diversas cidades gaúchas e algumas capitais do Brasil, durante as celebrações dos seus 25 anos. Dentre os shows, destaca-se a apresentação no Lollapalooza de 2013. No dia 17 de novembro de 2013, a Graforréia realiza um show no Bar Ocidente de Porto Alegre, coletando material para o lançamento do seu primeiro DVD.
Em 2017, tornou-se mestre em Ciências da Comunicação.
Por 16 anos, até julho de 2023, foi coordenador do curso de Produção Fonográfica da Unisinos. Desligou-se para mudar de residência, saindo de Porto Alegre para morar em Buenos Aires.

## Influências
Nos seus primeiros anos de vida, Frank costumava ouvir orquestras de tango, Paixão Côrtes, Celly Campello, Os Mutantes, Beatles, Roberto Carlos, mas posteriormente outras sonoridades vieram a influenciá-lo: The Ventures, The Beach Boys, Renato e seus Blue Caps, Talking Heads, The B-52s, Ramones, Arrigo Barnabé, The Kinks, The Animals, Reginaldo Rossi, The Who, Neil Sedaka, entre outros tantos. "Esse acesso e a importância de entender com naturalidade o acesso à informação ampla foi vital para o que eu viria fazer".
Em um bate-papo do sítio de conteúdo UOL, ele comentou que não se escolhe a profissão de músico, ela que o escolhe. Além disso, quando questionado sobre a música popular contemporânea, Frank comentou que "sou do tempo em que a música principalmente, te sensibilizava, mudava tuas convicções, motivava novas horizontes. Hoje em dia existe uma riqueza de estilos, infinidades de possibilidades e vejo que a principal questão nunca mudará, que é: qual ideia bacana esta sendo transmitida, ou será que tudo que é produzido e jogado ao público por aí vem do coração?!?".

## Discografia

### Álbuns oficiais
| Carreira solo |
| - Carteira Nacional de Apaixonado (2000, CD, Barulhinho) - Vida de Verdade (2003, CD, YB Music) - Volume 3 (2008, CD, Monstro Discos) - Escorrega mil vai três sobra sete (2016, CD e K7, 180 Selo Fonográfico) - Histórias Excêntricas ou Algum Tipo de Urgência (2018) - Un Tipo Muy Raro (2024) |
| Os Cascavelletes |
| - Os Cascavelletes (1988, LP, EMI) - Rock'a'ula (1989, LP, EMI) |
| Graforréia Xilarmônica |
| - Coisa de Louco II (1995, CD, Banguela) - Produção de Carlos Miranda - Chapinhas de Ouro (1998, CD, Zoon Records) - Produção de Thomas Dreher - Graforréia Xilarmônica ao Vivo (2006, CD, Senhor F Discos) - Produção de Kassin e Berna Ceppas                                                    |
| Cowboys Espirituais |
| - Cowboys Espirituais (1998, CD, Trama) |

### Coletâneas
| Carreira solo |
| - Baladas do Bom Fim (2002, CD, Orbeat) - Releitura da canção "Fábula" de Nei Lisboa - Segunda Maluca ao Vivo (2002, CD, Midia Brasil) - Gravado no verão de 2002.                                 |
| Os Cascavelletes |
| - Rio Grande do Rock (1988, LP, SBK) - A música de Porto Alegre - Rock (1993, CD, Pref. Porto Alegre) - Seleção musical por Gilmar Eitelvain                                                       |
| Graforréia Xilarmônica |
| - A Vez do Brasil (1993, CD, Eldorado) - A música de Porto Alegre - Rock (1993, CD, Pref. Porto Alegre) - Seleção musical por Gilmar Eitelvain - Ipanema FM - As 15 mais (1995, CD, Antídoto/ACIT) |
| Cowboys Espirituais |
| - Ipanema FM - As 15 mais (1995, CD, Antídoto/ACIT) - Sul Music (2000, CD, Trama) - Parte da Revista Trip #77 (abril/2000)                                                                         |

### Tiragem Limitada
| Carreira solo |
| - Frank Jorge & Plato Divorak: Amnésia Global (2003, EP, Independente) |
| Os Cascavelletes |
| - Vórtex Demo (1987, EP, Independente) - Ao Vivo no Ocidente (1988, EP, Independente) |
| Graforréia Xilarmônica |
| - Com Amor, Muito Carinho (1988, EP, Independente) - The Best of G.X. (1997, CD, Independente) - Homem Branco (1998, EP, Independente) - Velhos Projetos e Perspectivas (2007, CD, Independente) - Bufas & Cagadas (2008, CD, Independente) |

## Videografia

### DVD
| Graforréia Xilarmônica                    |
| - Gravado em 2013, em fase de finalização |

### Video-clipes
| Carreira solo |
| - O Viajante (2010, Trama) - Gravação da canção no programa "10 Horas", no estúdio da Trama - Sofrimento Nunca Mais (2013) |
| Graforréia Xilarmônica |
| - Você Foi Embora (1995, Alex Sernambi)                                                                                    |
| Cowboys Espirituais |
| - Jovem Cowboy (1998, Trama) - Recebeu o prêmio Revelação da América Latina do canal de TV country CMT                     |

## Prêmios e indicações

### Prêmio Açorianos
| Ano  | Categoria              | Indicação   | Resultado |
| ---- | ---------------------- | ----------- | --------- |
| 1998 | Compositor             | Frank Jorge | Venceu    |
| 1999 | Intérprete de Pop/Rock | Frank Jorge | Indicado  |
| 2000 | Compositor de Pop/Rock | Frank Jorge | Venceu    |
| 2009 | Compositor de Pop/Rock | Frank Jorge | Indicado  |
| 2009 | Intérprete de Pop/Rock | Frank Jorge | Indicado  |
| 2009 | Disco de Pop/Rock      | Volume 3    | Indicado  |